# Veniliornis kirkii
Veniliornis kirkii là một loài chim trong họ Picidae.